# 朴奎禎
朴奎禎（韩文：박규정，1915年4月21日—2000年）是一名韩国足球后卫，曾代表韩国队参加过1948年夏季奥运会和1954年世界杯足球赛。 
朴奎禎是世界杯历史上第一位39岁以上出场比赛的球员。1954年6月17日朴奎禎以39岁57天的年龄参加了对匈牙利的比赛。同日斯坦利·马修斯以39岁136天的年龄参加了英格兰对阵比利时的比赛，但比赛时间稍晚。